# Accademia Borgomanero 1961
Maillots
L’Associazione Sportiva Dilettantistica Accademia Borgomanero 1961, abrégé en Accademia Borgomanero 1961, est un club de football de la ville de Borgomanero, en province de Novare, au Piémont.

## Historique
Fondé en 1951, en reprenant les traditions de l'US Borgomanese qui disputa la Serie C en 1946-1947, le club remporte en 1961 le titre national du championnat de Serie D.

### Historique des noms
- 1951-2006 : "Associazione Calcio Borgomanero"
- 2006-2017 : "Associazione Sportiva Dilettante Calcio Borgomanero"
- 2017- : "Associazione Sportiva Dilettantistica Accademia Borgomanero 1961"

## Anciens joueurs du club
- Domenico Volpati